# Jardín conmemorativo Abraham Lincoln
El Jardín conmemorativo Abraham Lincoln (en inglés: Abraham Lincoln Memorial Garden ), es un jardín de pradera arbolada y jardín botánico de 100 acres (0,4 km²) de extensión, propiedad de la ciudad de Springfield, Illinois, Estados Unidos. 
Está administrado por la sociedad sin ánimo de lucro "Abraham Lincoln Memorial Garden Foundation"
Los jardines se componen de dos unidades principales, la "sección Jensen" limítrofe al Lago Springfield de 63-acres (25 ha), y la más reciente de 29 acres (12 ha) "sección Ostermeier Prairie Center". También hay 19 acres (7,7 hectáreas) de las propiedades de amortiguamiento adicionales. 
En abril de 2006, el Jardín está mantenido por un personal a tiempo completo de cuatro hombres y mujeres, complementados con más de 150 voluntarios y docentes.

## Historia
El "Abraham Lincoln Memorial Garden" (LMG) es gracias a la iniciativa del influyente Harriet Knudson ciudadano de Springfield. Cuando Knudson se enteró de que la ciudad de Springfield tenía en proyecto la adquisición de terrenos para la creación de un nuevo depósito de aguas, con la intención de servir como una reserva de agua potable de la ciudad, le pidió a los representantes de la ciudad, dejaran de lado aproximadamente 0.6 millas (1 km) de costa para la creación futura como un jardín en memoria de Abraham Lincoln. La ciudad estuvo de acuerdo y arrendó la sección Jensen al Lincoln Memorial Garden en perpetuidad. En el momento de la concesión, el sitio del futuro jardín eran unos terrenos de cultivo que contenían aproximadamente 12 árboles.
Como diseñador del nuevo jardín, LMG fue seleccionado Jens Jensen. Un seguidor del Prairie Style (estilo de la pradera) y su ideal de "arquitectura orgánica", Jensen diseñó el jardín para reflejar una visión idealizada de los bosques y praderas del Medio Oeste. En su diseño de 1935, Jensen colocó ocho anillos del consejo, su icono del diseño, a través del Jardín. Estos círculos de fuego, construidos de piedras troceadas del Medio Oeste, están diseñados para que grupos de 12 a 50 personas puedan sentarse juntos alrededor de una hoguera. La mayor parte de los círculos de fuego, todos ellos situados de tal manera para dar a los participantes una vista del lago de Springfield. Al sentarse en un círculo de fuego, los visitantes tienen la oportunidad de equilibrar los cuatro elementos dentro de sí mismos.
En 1936 comenzó la tarea de plantar el jardín. El plan de Jensen incluía 28 especies de árboles de dosel, 14 especies de árboles de tamaño intermedio, 23 variedades de arbustos, y 11 variedades de flores silvestres. Todas estas especies son nativas de América del Norte; Jensen fue uno de los primeros paisajistas de Estados Unidos en evitar el uso de plantas exóticas. La construcción del Jardín fue ayudada por las donaciones de la familia del grupo farmacéutico CEO  Charles Walgreen. El jardín fue inaugurado en 1939.
En 1965, la LMG construyó un centro de la naturaleza dentro de la Unidad de Jensen. En 1992, la Unidad de Jensen fue incluida en el National Register of Historic Places de los Estados Unidos, como un ejemplo de diseño de paisaje maduro de Jensen. En 1995, el "Ostermeier Prairie Center" de 29 acres (0,12 km²) fue introducido en el Jardín. La Unidad de Ostermeier contiene aproximadamente 20 acres (0.081 km²) de pradera de hierbas altas de Illinois en recuperación.

## Actividades yocio
El "Abraham Lincoln Memorial Garden" mantiene aproximadamente a cinco millas (8 km) de senderos. Las plantaciones de la Unidad Jensen incluyen al roble blanco (el árbol del estado de Illinois), el arce del azúcar, cornejo y Cercis. Las plantaciones dentro del "Ostermeier Prairie Center" incluyen pastos de pradera tal como el gran tallo azul, con algunos ejemplares de árboles resistentes al fuego tales como el Quercus macrocarpa.
En primavera, LMG opera una de los festivales del jarabe de arce más australes en Illinois. Los arces del LMG producen sólo unos 10 a 15 litros de jarabe oscuro en un buen año.
En octubre se celebra un Festival del Indian Summer con ocasión del cambio de coloración en otoño de las hojas de los árboles.
El jardín alberga un centro de la naturaleza y una tienda de regalos. 